# بودو (أيل)
أيل البودو (الاسم العلمي: Pudu) هو جنس من الحيوانات يتبع الفصيلة الأيليات من رتبة مزدوجات الأصابع. متوطن في أمريكا الجنوبية، قصير وممتلئ، جسمه بني محمر وفي الذكور قرون قصيرة غير متفرعة.

## أنواع أيل البودو
- بودو جنوبي
- بودو شمالي